# Nebothriomyrmex majeri
Nebothriomyrmex es un género de hormigas que solo contiene la especie Nebothriomyrmex majeri.  Se distribuyen por Australia.